# 5598 Carlmurray
Az 5598 Carlmurray (ideiglenes jelöléssel 1991 PN18) a Naprendszer kisbolygóövében található aszteroida. Henry Holt fedezte fel 1991. augusztus 8-án.